# Thizay (Indre-et-Loire)
Thizay település Franciaországban, Indre-et-Loire megyében. Lakosainak száma 302 fő (2022. január 1.). Thizay Beaumont-en-Véron, Cinais, Lerné, Saint-Germain-sur-Vienne és Seuilly községekkel határos.

## Népesség
A település népessége az elmúlt években az alábbi módon változott:
| Lakosok száma | 181  | 203  | 218  | 261  | 283  | 283  | 281  | 288  | 291  | 302  |
|               | 1968 | 1982 | 1990 | 2006 | 2013 | 2015 | 2017 | 2019 | 2020 | 2022 |